# سیستم شدیداً توأم
یک سیستم شدیداً توأم یک سیستم رایانش چندپردازشگری می‌باشد که در آن سی‌پی‌یوها طوری به یکدیگر متصل هستند که قسمت یا کل حافظه و منابع ورودی/خروجی سیستم را بین خود به اشتراک می‌گزارند.